# Неккам, Александр
Алекса́ндр Не́ккам (англ. Alexander Neckam; 8 сентября 1157, Сент-Олбанс — 31 марта 1217) — английский гуманист XII века, плодовитый писатель, автор нескольких дидактических поэм, энциклопедист, монах-августинец.

## Биография
Согласно легенде, был сыном Годирны, саксонской кормилицы будущего английского короля Ричарда Львиное Сердце, с которым он родился в один день. В юности жил и учился в Париже. В 1180 году стал профессором парижской школы «У Малого моста». Около 1186 года вернулся в Англию, преподавал, занимался писательским творчеством. В 1203 году принял монашеские обеты в августинском монастыре, а в 1213 году стал настоятелем монастыря в Сайренсестере.
Неккам сочинил в стихах целую энциклопедию светских знаний под заглавием «Хвала божественной мудрости» (лат. De laudibus divinae sapientiae), в 10 книгах описывающую небо, воздух, море, землю, недра, растения, животных и человека. Более краткий её вариант носил название «О природе вещей» (лат. De naturis rerum). Значительную часть информации для этих трактатов Неккам почерпнул в древнегреческих и арабских источниках, сделав, таким образом, эти сведения доступными для европейцев. В трудах Неккама содержится одно из первых в Европе упоминаний о компасе.
Известен также как автор басенных сборников «Новый Эзоп» и «Новый Авиан», в которых переложил элегическим дистихом «Ромула» и Авиана.